# Portrait de la Comtesse Daru
Le Portrait de la Comtesse Daru est un tableau peint par Jacques-Louis David en 1810. Il représente Alexandrine Daru, née Nardot (1783-1815), épouse de Pierre Daru intendant général de la Couronne de Napoléon Ier. Le portrait est réalisé par David pour remercier Pierre Daru de sa médiation dans le conflit qui opposait le peintre à Vivant Denon dans le paiement des tableaux du Sacre de Napoléon et de la Distribution des aigles.  
Stendhal, ami intime du couple et cousin de Daru, assista à la réalisation du tableau. Il le mentionne dans son Journal sous forme d'un portrait au vitriol du peintre : 

« Je viens de voir peindre David. C'est un recueil de petitesses, et sur la manière de tracer son nom, et sur la différence d'un peintre d'histoire à un peintre en miniature à propos d'un costume de page qu'il a envoyé à l'empereur. Ces gens-là épuisent leurs âmes pour les petitesses, il n'est pas étonnant qu'il ne leur en reste plus pour ce qui est grand. »

— Stendhal Journal. 3. 1806-1810.